# Robótica cognitiva
La robótica cognitiva es la rama de la robótica que se ocupa de proporcionar al robot de un comportamiento inteligente dotándole de una arquitectura de procesamiento que le permite aprender y razonar acerca de cómo comportarse frente a complejos objetivos en arduos entornos. Dicha arquitectura de procesamiento, en combinación con los objetivos y el entorno del robot, determina completa y mecánicamente la forma en que el robot se mueve y se comporta. El usuario puede especificar los objetivos (ya sea directa o indirectamente), o bien puede que el mismo robot los determine. En este caso, se dice que es autónomo. Un robot es un dispositivo de entrada y salida de datos, construido con materia inanimada y cuyo comportamiento, en respuesta al entorno, está determinado por su diseño. Según esta definición, un ascensor es un robot. La cognición es la acción o proceso de adquisición de conocimientos y comprensión a través del pensamiento, la experiencia y los sentidos.
La robótica cognitiva ve en la cognición animal el punto de partida para el desarrollo de los algoritmos computacionales de la robótica a diferencia de las tradicionales técnicas de inteligencia artificial, que pueden o no recurrir a los mamíferos y a la cognición humana como inspiración para el desarrollo de algoritmos. Las capacidades cognitivas de la robótica incluyen el proceso de la percepción, la asignación de la atención, la anticipación, la planificación, el razonamiento sobre otros agentes, y quizás el razonamiento sobre sus propios estados mentales. La robótica cognitiva encarna el comportamiento de los agentes inteligentes en el mundo físico (o en un mundo virtual, en el caso de la robótica cognitiva simulada). En la versión más ambiciosa, eso implica que el robot también debe ser capaz de actuar en el mundo real.
Por lo tanto, un robot cognitivo debe presentar las siguientes características:
- Conocimiento.
- Creencias.
- Preferencias.
- Objetivos.
- Actitudes informativas.
- Actitudes motivacionales (observación, comunicación, revisión de creencias, planificación).
- Capacidad para moverse en el mundo físico, y para interactuar de forma segura con sus objetos, incluyendo la manipulación de estos.

La robótica cognitiva engloba la aplicación e integración de diversas disciplinas, pero se inspira fundamentalmente en la psicología y la investigación de la neurociencia. Los temas principales incluyen la representación del conocimiento, la motivación, el razonamiento automático, la planificación y el aprendizaje. Dentro de la robótica cognitiva, puede adoptarse una serie de diferentes metodologías que incluyen no sólo el enfoque de la IA simbólica clásica haciendo hincapié en el razonamiento y la representación simbólicos, sino también los enfoques inspirados más biológicamente que usan representaciones ruidosas y distribuidas. Un enfoque que intenta combinar uno simbólico con uno conexionista es el SS-RICS. Los enfoques de sistemas dinámicos y conexionistas más puros incluyen, por ejemplo, redes de neuronas recurrentes de tiempo continuo (CTRNNs), según los estudios de Randall Beer y sus colaboradores y la teoría de la resonancia adaptiva (ART), desarrollada por Stephen Grossberg y sus compañeros.
Una de las técnicas de aprendizaje que se utilizan en los robots es el aprendizaje por imitación . En otras palabras, el robot, provisto de todos los sensores y hardwares físicos necesarios para realizar una tarea humana, observa la realización de una tarea humana, y entonces trata de imitarla con los mismos movimientos que el ser humano con el fin de realizar la tarea. Usando sus sensores, el robot debe ser capaz de crear una imagen tridimensional del entorno y de reconocer los objetos que aparecen en ella. Por lo tanto, el reto fundamental es interpretar la escena y entender qué objetos son los necesarios para realizar la tarea y cuáles no.
Un enfoque de aprendizaje más complejo es la adquisición de conocimientos autónomos: el robot utiliza ahora sus sensores y sus conocimientos sobre las propiedades físicas del mundo, y luego se le deja para que explore el ambiente por sí mismo. Uno de los términos empleados para designar este comportamiento es el de balbuceo de motor. Básicamente, la idea de este enfoque es la de permitir que el robot descubra sus capacidades por sí mismo.
Algunos investigadores en robótica cognitiva han comenzado a utilizar arquitecturas como ACT-R y Soar como base de sus programas de robótica cognitiva. Estas arquitecturas se han utilizado con éxito para simular el funcionamiento del operador y el rendimiento humano, cuando los datos de laboratorio de modelización. La idea es extender estas arquitecturas para manejar la entrada sensorial en el mundo real a medida que dicha entrada se desarrolla continuamente a través del tiempo.
Algunas de las preguntas fundamentales que aún no pueden ser respondidas en la robótica cognitiva son:
- ¿Cuánta programación humana puede o debería participar para apoyar los procesos de aprendizaje?
- ¿Cómo se puede cuantificar el progreso? Algunas de las formas adoptadas son la recompensa y el castigo. Pero, ¿qué tipo de recompensa y qué tipo de castigo? En los humanos, al enseñar a un niño pequeño, por ejemplo, la recompensa sería un chocolate o algún estímulo, y el castigo tendrá muchas maneras. Pero ¿cuál es la manera eficaz con los robots?

## Ejemplos de aplicaciones de robótica cognitiva
Algunos ejemplos de aplicaciones de robótica cognitiva son:
- Robots de servicio. Un ejemplo es "Maggie", desarrollado por Robotics Lab de la Universidad Carlos III de Madrid. Maggie es capaz de sentir cosquillas, de bailar, de dar las últimas noticias o de distinguir medicamentos entre otras muchas funciones. El objetivo de estos robots es el de convertirse en asistentes personales de los humanos.
- Robots autónomos de rescate y emergencias. Un ejemplo es "BEAR", desarrollado por Vecna Robotics. BEAR es capaz de levantar pesos de hasta 135 kg y de cargar con él grandes distancias. El objetivo de estos robots es el rescate de personas en zonas de difícil acceso.
- Robots asistentes de personas con discapacidad. Un ejemplo es "Asibot" desarrollado por Robotics Lab de la Universidad Carlos III de Madrid. Asibot es capaz de dar de comer a las personas, de afeitarlos, de maquillarlos, de llevarle objetos, etc. El objetivo de estos robots es el de ayudar a los humanos discapacitados a llevar a cabo tareas de la vida diaria.